# Howard Swanson
Pour les articles homonymes, voir Swanson.
Howard Swanson (Atlanta, 18 juillet 1907 – New York, 12 novembre 1978) est un compositeur américain. 

## Biographie
Swanson prend des leçons de piano dès neuf ans, lorsque ses parents déménagent à Cleveland. Pour gagner sa vie, il travaille pour les chemins de fer (où son père travaille) et les postes (une dizaine d'années). Il étudie au Cleveland Institute of Music (1930–1937), tout en suivant des cours de Ward Lewis, et ceux du soir d'Herbert Elwell. Il est diplômé en 1937. Grâce à une bourse, il peut se rendre à Paris pour étudier avec Nadia Boulanger (1938–1940). En juin 1940, il quitte Paris à pied, laissant dernière lui ses partitions, passant par l'Espagne et le Portugal pour retourner en Amérique. À son retour, il travaille pour l'Internal Revenue Service (1941–1945). En 1952, il reçoit une bourse de la fondation Guggenheim, qui lui permet de retourner à Paris, où il réside jusqu'en 1966 (visite Vienne), puis il s'installe à New York.
Ses préférences musicales vont à la construction linéaire et aux œuvres lyriques, avec de subtils centres de tonalités. Ses mélodies sont remarquées et chantées par Marian Anderson (Carnegie Hall, 1949) et William Warfield. Sa seconde symphonie (Schort Symphony, 1948) est créée avec succès par l'Orchestre philharmonique de New York sous la direction de Dimitri Mitropoulos, le 23 novembre 1950. Swanson a quarante-trois ans. Virgil Thomson loue la symphonie néoclassique comme « hautement personnel ». En 1952, l'œuvre remporte le prix du cercle de la critique musicale (Music Critics' Circle Award).
De nombreux compositeurs afro-américains ont reçu des éloges pour la qualité de leur écriture mélodique. Particulièrement saluées sont les mélodies d'Howard Swanson. Lors d'une revue de trois de celles-ci, le compositeur William Flanagan écrivait : « Voilà d'authentiques et dans la meilleure tradition de l'écriture de mélodies, l'art-sensible, intime et évocateur. » De son côté, Virgil Thomson a écrit : « Howard Swanson est un compositeur sur lequel on devrait se pencher : sur les œuvres vocales (et pianistes, aussi). Il est raffiné, la ligne et l'harmonie sont sophistiquées, d'un genre pas du tout commun à la musique des auteurs américains. Ses mélodies ont une fine élaboration de la pensée et de l'intensité de la sensation, qui rappellent Fauré. » 
Swanson était l'ami du poète Langston Hughes et son usage des poésies de Hughes, donne un aperçu non seulement de la musique de la communauté afro-américaine, mais également une vue intime de la psyché du poète. Swanson consultait le poète régulièrement lors de la mise en musique de sa poésie. Ses compositions sont considérées par beaucoup comme étant l'interprétation définitive de l'œuvre du poète. Les mélodies qui ne figurent pas dans un recueil, sont les poèmes « La Joie », « In Time of Silver Rain », « Mélodie nocturne » « Pierrot » et « The Negro Speaks of Rivers » [Le nègre parle de rivières] (interprétée par Helen Thigpen et David Allen (pianiste) en 1950) et sont le reflet de son intime connaissance du fonctionnement interne de la poésie de Hughes.
L'année de sa mort, Leontyne Price interprète une mélodie, « Night Song », lors d'un concert à la Maison-Blanche.

## Œuvres

### Piano
- The Cuckoo, Scherzo pour piano (1946)
- 3 Sonates pour piano (1948, 1976, 1976)
- 2 Nocturnes (1967)

### Musique de chambre
- Nocturne pour violon et piano (1948)
- Suite pour violoncelle et piano (1949)
- Soundpiece pour quintette de cuivre (1952)
- Vista no 2 pour octuor à cordes (1969)
- Sonate pour violoncelle et piano (1973)
- Trio pour flûte, hautbois et piano (1975)

### Orchestre
- Symphonie no 1 (1945)
- Symphonie no 2 Schort Symphony (1948)
- Symphonie no 3 (1970)
- Night Music pour orchestre de chambre (1950 ; pub. 1950)
- Musique pour cordes (1952)
- Concerto pour orchestre (1954 ; pub 1970)
- Concerto pour piano (1956)
- Fantasy, pièce pour saxophone soprano ou clarinette et cordes (1969)

### Musique vocale
- Songs for Patricia, pour soprano et cordes ou piano (1951)
- Nightingales pour voix d'hommes (1952)
- We Delight My Friend, pour chœur (1977)
- 30 mélodies
  - The Negro Speaks of Rivers, poème de Langston Hughes (1942 ; pub. 1949)
  - Joy, poème de Langston Hughes
  - The Hunk man (1946)
  - Ghost in Love, poème de Vachel Lindsay (1950)
  - The Valley (1951)